# Дуино-Ауризина
Дуино-Ауризина (на италиански: Duino-Aurisina; на словенски: Devin-Nabrežina, Девин-Набрежина, на немски: Thübein-Nabreschin, Тюбайн-Набрешин) е град и община в Италия, в регион Фриули-Венеция Джулия, провинция Триест. Населението е около 8600 души (2008).

## Език
Официални общински език са и италианският и словенският. По-голямата част от населението говори италиански.
| %     | Роден език      |
| 62,50 | Италиански език |
| 37,50 | Словенски език  |